# Vice versa (série télévisée)
Pour les articles homonymes, voir Vice versa.
Vice versa est une série télévisée française en 26 épisodes de 25 minutes créée par Loïc Belland et diffusée entre le 13 mars 2004 et le 31 décembre 2005 sur France 2 dans l'émission KD2A.

## Synopsis
Cette série met en scène Thomas, un adolescent âgé de treize ans, qui, à la suite d'un incident, se transforme quand il le désire en fille…

## Production
En 2003, France 2 diffuse l’émission jeunesse KD2A depuis deux saisons. Sophie Gigon, responsable de l’unité jeunesse de la chaîne, cherche à diversifier la programmation (à l'époque essentiellement composée de séries américaines) en produisant de nouvelles séries françaises. C’est dans ce contexte que le tournage de Vice versa est lancé à l’été 2003, dans la région de Grenoble dans le lycée du Grésivaudan à Meylan, pour une diffusion à l'antenne au printemps 2004. 

## Distribution
- Julien Garin : Thomas
- Nina-Paloma Polly : Emmanuelle (saison 1)
- Jenifer Ducol : Julia (saison 2)
- Alix Arbet : Aude
- Mickaël Gomes Devauchelle : Marc
- Alexis Campos : Laurent
- France Hong : Nath
- Thibaud Vincent : Justin
- Laura Busch : Ally

## Fiche technique
- Production : Project Images Films
- Réalisateur : Youcef Hamidi
- Producteur : Gilbert Hus
- Monteur : Cyril Morat
- Chef Opérateur : Philippe Pion

## Épisodes

### Première saison (2004)
1. Supergirl
2. La rentrée
3. Ally
4. Baby-sitting blues
5. La confusion des sentiments
6. Le psy
7. Qui est cette fille ?
8. Le club des filles
9. Star système
10. French touch
11. L'accident
12. Personne ne m'aime
13. La révélation finale

### Deuxième saison (2005)
1. Évolution
2. Parents à louer
3. Just'in in love
4. Croche et anicroche
5. Péril en la demeure
6. Comme un ouragan
7. Le chalet maléfique
8. T'es hockey
9. La confidente
10. Double je
11. Le grand saut
12. Laissez-moi danser !
13. De l'air